# Ramularia filaris
Ramularia filaris är en svampart som beskrevs av Fresen. 1863. Ramularia filaris ingår i släktet Ramularia och familjen Mycosphaerellaceae.  Utöver nominatformen finns också underarten lappae.